# 松戸市立新松戸南中学校
松戸市立新松戸南中学校（まつどしりつ しんまつどみなみちゅうがっこう、英: Matsudo municipal - Shim-Matsudo Minami Junior High School）は、千葉県松戸市新松戸南二丁目にある市立中学校。通称は「新南中」（しんなんちゅう、しんみなみちゅう）または「南中」（なんちゅう、みなみちゅう）。

## 概要
松戸市立馬橋北小学校のほぼ近くに隣接する中学校であり、周辺には市民プール・公園・大型スーパーなどがある。

## 沿革
- 1979年4月1日 - 開校
- 1989年4月28日 - 格技場を新築
- 1994年3月1日 - 給食室を新築
- 1998年4月30日 - 創立20周年
- 2004年2月25日 - スクールカウンセラー室を設立
- 2008年4月30日 - 創立30周年
- 2009年7月 - 体育館耐震工事を開始
- 2009年12月18日 - 体育館耐震工事終了

## 校内の主な施設

### 校舎
- 東校舎
- 南校舎
- 別校舎（美術室・第二美術室・第二理科室・被服室・生徒会室・視聴覚室）

### 体育施設
- 体育館
- 武道館
- プール
- テニスコート

## 制服

### 冬服
- 男子：学生服（学ラン）
- 女子：ブレザー

### 夏服
- 男子：半袖のワイシャツ、学生ズボン
- 女子：半袖のワイシャツ、夏服のスカート

## 教育方針

### 教育目標
1. 正しい判断力と実践力を持つ生徒を育成する
2. 社会性・創造性に富み、心豊かな生徒を育成する
3. 主体的に学習に取り組み、知性あふれる生徒を育成する

## 学校行事
| - 4月 始業式 入学式 新入生歓迎会 - 5月 体育祭 修学旅行 - 6月 林間学園 | - 7月 終業式 - 8月 - 9月 始業式 | - 10月 合唱祭 - 11月 授業参観 学校説明会 - 12月 終業式 | - 1月 始業式 - 2月 - 3月 卒業式 予餞会 修了式 |

## 生徒会活動・部活動

### 体育系
- サッカー部
- ソフトテニス部　女
- 女子バドミントン部
- 卓球部（男・女）
- 陸上競技部
- 女子バレーボール部
- 剣道部
- 野球部
- 水泳部
- 男子バスケットボール部

### 文化系
- 美術部
- 合唱部
- 管弦楽部

## 著名な卒業生
- 畑田真輝 (元サッカー選手）
- 井上怜奈 (元フィギュアスケート選手)
- 皆本晃 (元フットサル日本代表）